# Hypercompe magdalenae
Hypercompe magdalenae là một loài bướm đêm thuộc phân họ Arctiinae, họ Erebidae.